# Robert Miano
Robert Miano (New York, 25 settembre 1942) è un attore statunitense.

## Biografia
Robert Miano è nato a New York ed è cresciuto nel quartiere sud-est di Bronx.
All'età di quindici anni Robert Miano è stato scoperto da un agente di talento che è capitato di passare all'angolo di una strada nel Bronx e ha sentito Miano cantare con un gruppo doo-wop.
Anni dopo, in un casting aperto, Miano ha fatto un'audizione per il cantante rock nella commedia "Satyricon" e ha ottenuto il ruolo. Il musical è stato presentato al Stratford Shakespearean Festival in Ontario, Canada. Successivamente, Miano trascorse diversi anni viaggiando per l'Europa dove si esibiva in spettacoli musicali cantando e suonando la sua chitarra per le strade e nei ristoranti.

## Carriera
Quando Robert Miano tornò a New York City, iniziò gli studi di recitazione con Lee Strasberg e Warren Robertson. Fu durante questo periodo, a metà degli anni '70, che Miano attirò l'attenzione di numerosi registi tra cui Michael Winner, Howard W. Koch e Chuck Workman, tra gli altri.
Dopo il suo trasferimento a Los Angeles, Miano ha affinato il suo mestiere di attore caratterista per oltre trent'anni, apparendo in centinaia di lungometraggi e numerosi programmi televisivi. È forse meglio conosciuto per aver interpretato ripetutamente i personaggi di mafiosi italo-americani.
Nel 1994 e nel 1995, Miano ha interpretato il boss della mafia del Bronx Joe Scully nella soap opera General Hospital. Miano ha anche interpretato Alphonse "Sonny Red" Indelicato nel film del 1997 Donnie Brasco, insieme a Al Pacino, Michael Madsen e Johnny Depp. Ha anche recitato nel film Fratelli (film 1996), con Christopher Walken, Chris Penn, e Benicio del Toro. Miano ha interpretato un personaggio mafioso chiamato Frank "Frankie Eyes" Chalmers nella serie di fantascienza Star Trek: Deep Space Nine e il boss della mafia nella vita reale Vito Genovese nel film televisivo del 1999 Lansky - Un cervello al servizio della mafia, scritto da David Mamet. Ha poi partecipato sempre come caratterista e attore di supporto in moltissimi film d'azione, thriller quasi sempre come cattivo di turno.
Attualmente Robert Miano è rappresentato dall'agenzia Beth Stein e da Liz Fuller presso Citizen Skull Productions.

## Filmografia

### Cinema
- Il giustiziere della notte (Death Wish), regia di Michael Winner (1974)
- Police Station - Turno di notte (Vice Squad), regia di Gary Sherman (1982)
- C'è... un fantasma tra noi due (Kiss Me Goodbye), regia di Robert Mulligan (1982)
- Fenomeni paranormali incontrollabili (Firestarter), regia di Mark L. Lester (1984)
- Paura su Manhattan (Fear City), regia di Abel Ferrara (1984)
- China Girl, regia di Abel Ferrara (1987)
- Il seme della gramigna (Weeds), regia di John D. Hancock (1987)
- L'auto più pazza del mondo (Driving Me Crazy), regia di Jon Turteltaub (1991)
- Silver, regia di Phillip Noyce (1993)
- I Cavalieri Delta (Quest of the Delta Knights), regia di James Dodson (1993)
- I nuovi mini ninja (3 Ninjas Kick Back), regia di Charles Kanganis (1994)
- Fratelli (The Funeral), regia di Abel Ferrara (1996)
- Donnie Brasco, regia di Mike Newell (1997)
- Nell'occhio del ciclone (Storm Catcher), regia di Anthony Hickox (1999)
- Luckytown, regia di Paul Nicholas (2000)
- Due gemelle in Australia (Our Lips are Sealed), regia di Craig Shapiro (2000)
- Dungeons & Dragons - Che il gioco abbia inizio (Dungeons & Dragons), regia di Courtney Solomon (2000)
- The Stickup - Il colpo perfetto (The Stickup), regia di Rowdy Herrington (2000)
- Edison City, regia di David J. Burke (2005)
- Today You Die, regia di Don E. Fauntleroy (2005)
- Chasing Ghosts, regia di Kyle Dean Jackson (2005)
- Confessions of a Pit Fighter, regia di Art Camacho (2005)
- Even Money, regia di Mark Rydell (2006)
- 2:22 - La rapina ha inizio (2:22), regia di Philip Guzman (2008)
- Fast & Furious - Solo parti originali (Fast & Furious), regia di Justin Lin (2009)
- Giallo, regia di Dario Argento (2009)
- Vi presento i nostri (Little Fockers), regia di Paul Weitz (2010)
- Brotherhood, regia di Will Cannon (2010)
- Il libro di Ester (The Book of Esther), regia di David A.R. White (2013)
- The Cloth, regia di Justin Price (2013)
- Blood of Redemption, regia di Giorgio Serafini (2013)
- Il libro di Daniele (The Book of Daniel), regia di Anna Zielinski (2013)
- Il viaggio delle ragazze (Girls Trip), regia di Malcolm D. Lee (2017)

## Doppiatori italiani
Nelle versioni in italiano delle opere in cui ha recitato, Robert Miano è stato doppiato da:
- Carlo Sabatini in Dungeons & Dragons - Che il gioco abbia inizio
- Luciano Roffi in Chasing Ghosts
- Luca Biagini in Due gemelle in Australia
- Antonio Guidi in Ultime dal cielo
- Piero Leri in China Girl
- Fabrizio Temperini in Today You Die
- Giovanni Petrucci in Lansky - Un cervello al servizio della mafia
- Dario Penne in Donnie Brasco
- Sergio Di Giulio in Ladri per la pelle
- Gino La Monica in Nell'occhio del ciclone
- Saverio Moriones in Star Trek: Deep Space Nine
- Gerolamo Alchieri in The Shield